# August Schenck (Richter)
Johann August Schenck (* 26. Dezember 1744 in Braubach; † 12. November 1806 in Darmstadt) war ein deutscher Jurist, Richter und Präsident des Oberappellationsgerichtes Darmstadt.

## Familie
August Schenck war der Sohn des Hessischen Hofrates und Oberamtmannes der Herrschaft Eppstein, Georg Wilhelm Schenck (1708–1765) und dessen Ehefrau Christiane Dorothea, geborene Thomä (1725–1758), der Tochter des Kammerrates in Wiesbaden, Johann Christoph Thomä. Seine Schwester Friederike Katharina Johannette Schenck (1752–1806) war mit dem hessischen Beamten und Mineralogen Philipp Engel Klipstein (1747–1808) verheiratet, der selbst ein Sohn war hessischen Staatsministers Jakob Christian Klipstein (1715–1786) und dessen Frau Theodore Catharina Thilemann (1724–1808) war.
August Schenck, der evangelischer Konfession war, heiratete am 6. Oktober 1771 in Darmstadt Johanna Margarethe Reinhardine, geborene Schleiermacher (* 15. September 1747 in Alsfeld; † 22. Dezember 1813 ebenda), der Tochter des Arztes in Lauterbach Dr. med. Carl Schleiermacher (1710–1781) und der Sophia Gebhard (1723–1778). Der Schwager, Ernst Christian Friedrich Adam Schleiermacher (1755–1844) wurde Geheimer Rat und Minister.
Aus der Ehe gingen sechs Kinder hervor:
- Louise Philippine Schenck zu Schweinsberg (1775–1831), heiratete am 19. Mai 1798 in Darmstadt Wilhelm Freiherr Schenck zu Schweinsberg (1772–1827), Oberst in Darmstadt
- Johannette Margarethe Wilhelmine Pretlack (1779–1804), heiratete am 30. August 1801 in Darmstadt Karl von Pretlack (1769–1830), auf Echzell, Rittmeister, Oberforstmeister in Darmstadt
- Ernst Philipp Engel Schenck (1782–1846), Geheimer Kriegsrat, Geheimer Staatsrat
- Georg Christian Schenck (1785–1857), Weingutsbesitzer und Weinhändler in Kelsterbach, Abgeordneter des Hessischen Landtags
- Johann Friedrich August Schenck (1788–1875), Direktor und 1859 Präsident der Großherzoglich-Hessischer Oberforst- und Domänendirektion
- Johann Friedrich (Fritz) Schenck (1790–1868), Landtagspräsident

## Ausbildung und Beruf
August Schenck studierte Rechtswissenschaften. Er trat in die Dienste der Landgrafschaft Hessen-Darmstadt und wurde Wirklicher Geheimer Rat. 1804 bis 1806 war er Direktor des Oberappellationsgerichts Darmstadt.